# Varsovienne
Varsovienne är en dans med ursprung i Polen. Den dansas i 3/4 takt och innehåller delar av vals,  mazurka och polka varför dess glansperioder under 1800-talet delvis sammanfaller.